# Brewer (Maine)
Brewer is een plaats (city) in de Amerikaanse staat Maine, en valt bestuurlijk gezien onder Penobscot County.

## Demografie
Bij de volkstelling in 2000 werd het aantal inwoners vastgesteld op 8987.
In 2006 is het aantal inwoners door het United States Census Bureau geschat op 9079, een stijging van 92 (1,0%).

## Geografie
Volgens het United States Census Bureau beslaat de plaats een oppervlakte van
40,4 km², waarvan 39,1 km² land en 1,3 km² water.

## Plaatsen in de nabije omgeving
De onderstaande figuur toont nabijgelegen plaatsen in een straal van 20 km rond Brewer.